# منعكس بريسو
منعكس بريسو هو علامةٌ سريرية يحدثُ فيها انقباضٌ في العضلة الموترة للفافة العريضة عند دَعَك باطن القدم. قد تحدث عند عدم وجود حركةٍ في أصابع القدم، وهي جزءٌ من استجابة باسطة الأخمص (علامة بابنسكي). 
سُميَّ هذا المنعكس نسبةً إلى إدوارد بريسو.

## وصلات خارجية
Brissaud's reflex على قاموس من سمى هذا؟